# Charles Goodyear
Charles Goodyear, född 29 december 1800 i New Haven, Connecticut, USA, död 1 juli 1860 i New York, var en amerikansk självlärd kemist och tillverkningsingenjör. Han blev känd för utvecklingen av vulkaniserat gummi, för vilket han fick patent nummer 3633 från USA:s patentkontor den 15 juni 1844.

## Biografi

### Tidiga år
Goodyear var son till Amasa Goodyear och äldst av sex barn. Hans far var en ättling till Stephen Goodyear, efterträdare till guvernör Eaton som var chef för företaget London Merchants, som grundade kolonin New Haven 1683. År 1823 lämnade han hemmet och åkte till Philadelphia för att lära sig metallbranschen. Han arbetade flitigt tills han var tjugofem år gammal, och återvände sedan till Connecticut, och ingick kompanjonskap i sin fars verksamhet i Naugatuck, Connecticut, där de tillverkade inte bara elfenbens- och metallknappar utan också en mängd förnödenheter till jordbruket.
Den 3 augusti 1824 gifte han sig med Clarissa Beecher. Två år senare flyttade familjen till Philadelphia och där öppnade Goodyear en järnhandel. Hans specialiteter var de jordbruksredskap som hans företag tillverkade, och efter att den första misstron till inhemskt tillverkade varor hade försvunnit – för alla jordbruksredskap importerades från England vid den tiden – hade han snart en framgångsrik verksamhet. Den fortsatte att växa tills det verkade som om han skulle bli en rik man. Mellan 1829 och 1830 fick han emellertid hälsoproblem och blev orolig för dyspepsi. Samtidigt drabbades hans företag av ett antal misslyckade affärer. De kämpade dock under en tid men var till sist tvingade att ge upp.

### Gummiexperiment
Åren 1831 och 1832 hörde Goodyear talas om elastiskt gummi (naturgummi) och studerade noga varje artikel som fanns i tidningarna om detta nya material. Roxbury Rubber Company i Boston, hade länge experimenterat med gummit och trodde att man hade hittat metoder för att tillverka varor av det. De hade en stor anläggning och skickade sina varor över hela landet. Det var några av Roxburys varor som först väckte Goodyears uppmärksamhet. Företaget hade emellertid mött svårigheter i tillverkning, som inte kunde leverera en tillfredsställande kvalitet. Goodyear bestämde sig genast för att experimentera med detta gummi och se om han kunde övervinna problemen med gummiprodukterna.
Men när han återvände till Philadelphia fick en borgenär honom arresterad och fängslad. Medan han var där gjorde han sina första experiment med indiskt gummi. Gummit var då billigt och genom att värma det och bearbeta det med sina händer lyckades han tillföra en viss mängd magnesiumoxid som producerade en vit förening som tycktes ta bort klibbigheten.
Han trodde att han hade upptäckt hemligheten och med vänners hjälp kunde han förbättra sin uppfinning i New Haven. Hans första produkter var skor, och han använde sitt eget hus för slipning, kalandrering och vulkanisering med hjälp av sin hustru och sina barn. Hans material bestod vid denna tid av indiskt gummi, sot och magnesium, upplöst med terpentin och utspritt på flanellduk som fungerade som fodret i skorna. Det tog dock inte lång tid innan han upptäckte att gummit blev klibbigt, även när det behandlades på detta sätt. Hans kreditorer avskräcktes och bestämde sig för att inte längre finansiera hans forskning.
Goodyear hade dock ingen avsikt att sluta sina experiment. Han sålde sina möbler och lämnade sin familj på ett lugnt pensionat, åkte till New York där han med vänners hjälp fortsatte sina experiment. Hans nästa steg var att blanda gummit med magnesiumoxid och sedan koka det med kalciumoxid och vatten vilket tycktes lösa problemet. På en gång noterades det utomlands att han hade behandlat indiskt gummi för att motverka dess klibbighet och han fick internationell uppmärksamhet. Han verkade nu vara på väg till framgång, tills han en dag märkte att en droppe svag syra, som föll på duken, neutraliserade alkalinen och fick omedelbart gummit att mjukna, vilket gjorde klart för honom att hans process inte varit framgångsrik. 
Goodyear fortsatte därför att experimentera och efter att ha preparerat sina blandningar på sin vind i New York, utförde han fortsatta experiment på en fabrik i Greenwich Village. I dessa upptäckte han att gummi doppat i salpetersyra bildade ett ytskydd, och han tillverkade flera produkter med denna syrahärdning som utfördes med hög uppmärksamhet, och han fick till och med ett lovord från Andrew Jackson.
Exponering för skarpa kemikalier, som salpetersyra och blyoxid, påverkade emellertid hans hälsa negativt och en gång kvävdes han nästan av gaser som utvecklades i hans laboratorium. Goodyear överlevde, men den resulterande febern var nära att ta hans liv.
Tillsammans med en gammal affärspartner byggde han nu upp en fabrik och började tillverka kläder, gummiskor och en stor variation av andra gummivaror. De hade också en stor fabrik med specialmaskiner, byggd på Staten Island, dit han flyttade med sin familj och återigen hade sitt eget hem. Nästan vid denna tid, när allt såg ljust ut, kom paniken från 1837 och svepte bort hela hans förmögenhet och lämnade honom utfattig.
Hans nästa drag var att åka till Boston, där han blev bekant med J. Haskins, Roxbury Rubber Company. Goodyear fann att han var en god vän, som lånade honom pengar och stod upp för honom när ingen ville ha något att göra med den visionära uppfinnaren. En man Mr. Chaffee var också mycket vänlig och redo att lyssna på hans planer och att också hjälpa honom ekonomiskt. Ungefär vid denna tid slog det Mr. Chaffee att många av de problem som de hade upplevt vid arbetet med kautschuken kunde komma från lösningsmedlet som användes. Han konstruerade därför en stor maskin för att göra blandningen med mekaniska medel. Varorna som gjordes på detta sätt såg bra ut, och det verkade än en gång som att alla svårigheter hade övervunnits.
Goodyear upptäckte en ny metod för att tillverka gummiskor och fick ett patent som han sålde till Providence Company på Rhode Island. En metod hade emellertid inte hittats för att bearbeta gummit så att det tål värma och kalla temperaturer och syror, och gummivarorna blev ständigt klibbiga, sönderdelades och återlämnades till tillverkarna.

### Perfektion och patent på vulkanisering
Från 1834 till 1839 arbetade Goodyear där han kunde hitta investerare och flyttade ofta mellan olika platser, mestadels i New York, Massachusetts, Philadelphia och Connecticut. År 1839 var Goodyear på Eagle India Rubber Company i Woburn, Massachusetts där han upptäckte att gummi behandlat med en svavellösning som fick torka i starkt solsken fick en härdad yta. Nathaniel Hayward US patent nummer 1 090 den 24 februari samma år. Goodyear köpte patentet, men kunde efter fortsatta försök konstatera att metoden var oanvändbar för grövre föremål i gummi. Han upptäckte dock senare att gummit erhöll förbättrade egenskaper om det även uppvärmdes.
Flera år tidigare hade Goodyear startat en liten fabrik i Springfield, Massachusetts, till vilken han flyttade sin primära verksamhet 1842. Fabriken drevs till stor del av Nelson och hans bröder. Charles Goodyears svåger, Mr. De Forest, en rik ulltillverkare blev också involverad. Arbetet med att göra uppfinningen praktiskt fortsatte. År 1844 var processen tillräckligt genomarbetad och Goodyear fick USA:s patent nummer 3633, som nämner New York men inte Springfield. År 1844 införde Goodyears bror Henry mekanisk blandning av blandningen istället för användning av lösningsmedel. Goodyear sålde några av patenten till Hiram Hutchinson som 1853 grundade Hutchinson, ett gummiföretag i Frankrike.

### Domstolsärende rörande vulkanisering
År 1852 åkte Goodyear till Europa, en resa som han länge hade planerat och träffade Thomas Hancock, då i anställning av Charles Macintosh & Company. Hancock påstod att han uppfunnit vulkanisering oberoende och fått ett brittiskt patent, initierat 1843, men slutfört 1844. I den sista av tre patenttvister 1855 med en brittisk gummipionjär, Stephen Moulton, ifrågasattes Hancocks patent med påståendet att Hancock hade kopierat Goodyear, som själv deltog i rättegången. Om Hancock förlorade, kunde Goodyear få sin egen brittiska patentansökan beviljad, vilket tillät honom att kräva royalty från både Hancock och Moulton. Båda hade undersökt Goodyears vulkaniserade gummi 1842, men flera kemister vittnade om att det inte hade varit möjligt att avgöra hur det gjordes genom att studera det och Hancock vann tvisten.
Trots sin förlust i patenttvisten skrev Goodyear: ”När han reflekterar över det förflutna, när det gäller dessa industrigrenar, är författaren inte benägen att återuppliva och säga att han har planterat, och andra har samlat frukterna. Fördelarna med en karriär i livet bör inte uppskattas uteslutande av värdet på dollar och cent, vilket man ofta gör. Mannen har bara anledning till ånger när han sår och ingen skördar.”

## Sista tid, betydelse

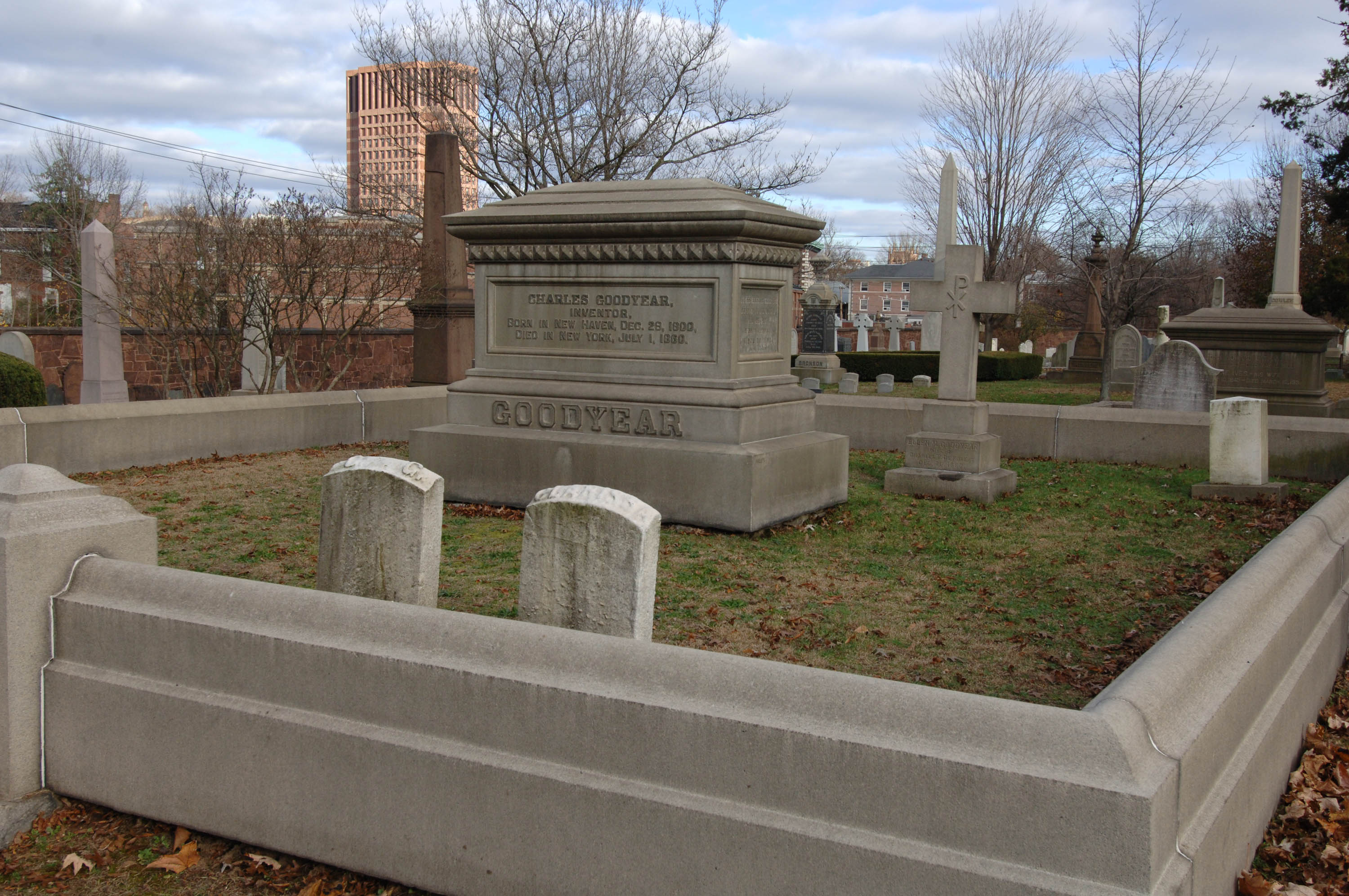
Goodyears grav i New Haven, Connecticut

Goodyear dog under en resa för att träffa sin döende dotter, när han efter att ha kommit till New York fick veta att hon redan avlidit. Han kollapsade och fördes till Fifth Avenue Hotel i New York, där han dog 59 år gammal. Han begravdes i New Haven på Grove Street Cemetery. År 1898, nästan fyra decennier efter hans död, grundades The Goodyear Tire & Rubber Company och gavs namn efter Goodyear av Frank Seiberling.
Den 8 februari 1976 var han en av sex personer som valts ut för införande i National Inventors Hall of Fame. 
I Woburn, Massachusetts, finns en grundskola uppkallad efter honom. Frankrikes regering gjorde honom till Chevalier de la Légion d'honneur 1855.
ACS Rubber Division utdelar en medalj som utges till Goodyears ära, Charles Goodyear-medaljen. Medaljen hedrar uppfinnare, innovatörer och utvecklare vars bidrag resulterat i en betydande förändring av gummibranschens förutsättningar.
The Goodyear welt, en teknik för skotillverkning, fick sin namn för att hedra uppfinnare sonen Charles Goodyear Jr.